# Château de Montluel
Le château de Montluel est un ancien château fort, fondé à la fin du XIe siècle ou du début du XIIe siècle par la famille de Montluel, centre de la seigneurie de Montluel et de la châtellenie éponyme, dont les ruines se dressent sur la commune de Montluel dans le département de l'Ain en région Auvergne-Rhône-Alpes.
Les ruines du château sont aujourd'hui utilisées comme théâtre de verdure.

## Localisation
Les ruines du château sont situées dans le département français de l'Ain sur la commune de Montluel, à proximité de la chapelle Saint-Barthélémy, sur un coteau dominant le bourg. Situé en amont de Lyon, il domine la vallée du Rhône, et est à l'origine du développement d'un important centre urbain.

## Historique
À la fin du XIe siècle il ne s'agit que de quelques maisons groupées près d'un antique château fort possédé par des gentilshommes du nom et armes de
Montluel.
Le récit du transport des reliques de saint Taurin, par les moines de Gigny, écrit en 1158, s'exprime en ces termes, au sujet du manoir féodal : « Le château de Montluel, situé à quelques milles de Lyon, est dans une exposition assez agréable. D'un côté des vignes, de l'autre des prés émaillés de fleurs variées. Ce château, animé par la présence d'hommes d'armes nombreux et de femmes pudiquement gracieuses, offre toujours, aux voyageurs, une douce hospitalité ».
La première mention connue à ce jour du château date de 1176, Pierre de Montluel y réalise à cette date d'importants travaux, et son emplacement connu grâce à la mention en 1289 de l'église Saint-Barthélémy comme une ancienne chapelle castrale.
On attribue en général à Humbert II de Montluel, sinon la construction, la réalisation de cette maison forte. Le 6 mars 1276, Humbert IV de Montluel, dans le but d'amener une population plus considérable près de son château, accorde, du consentement de Philippe de Savoie, son suzerain, aux habitants qui y étaient déjà fixés et à ceux qui viendraient désormais s'y établir, de notables franchises et libertés. Ces franchises, qui contribuèrent puissamment à la prospérité de Montluel, furent confirmées par Guigues, dauphin de Viennois, en 1328, le comte Vert Amédée VI de Savoie, en 1355, le comte Philippe, en 1388 et 1398[réf. à confirmer], et les ducs Philibert et Charles, en 1499 et 1511.
La famille des anciens seigneurs de Montluel s'éteignit en la personne de Jean, petit-fils d'Humbert, qui donna sa seigneurie, le 12 février 1326, à Humbert, dauphin de Viennois, sire de la Tour, son parent. Humbert II, dernier dauphin de Viennois, se voyant sans enfant, en fait cession à la maison de France, le 29 mars 1349, et se croise contre les Turcs.
Le 13 janvier 1354 (ancien style) en application du traité de Paris, le roi Jean et son fils Charles, nouveau dauphin, la remettent, en échange d'autres terres, au comte Amédée VI de Savoie qui y effectue des travaux très importants. Montluel est alors érigé en chef-lieu de mandement dont le château est le centre. Les descendants d'Amédée VI la possédèrent jusqu'au 8 novembre 1594, époque où elle fut prise de vive force, au nom d'Henri IV, par le maréchal de Montmorency.
Le château de Montluel est refortifié à la fin du XVIe siècle, et en août 1600 il est en partie détruit, comme celui de Miribel lors de la guerre franco-savoyarde. Le traité de Lyon du 17 janvier 1601 l'annexa, d'une manière définitive, à la France.
Avant la conquête de la Bresse, la jouissance de la seigneurie de Montluel appartenait à Jean-François de Bellegarde, qui l'avait reçue du duc de Savoie, le 10 mai 1583. Le roi Louis XIII, en 1631, l'engage, avec réserve de rachat perpétuel, à Henri de Bourbon, prince de Condé, premier prince du sang. Le 7 janvier 1743, Louise-Anne de Bourbon-Condé en vend tous les droits honorifiques à Nicolas de Jussieu, écuyer, conseiller en la cour des monnaies, sénéchaussée et présidial de Lyon, dont la famille en jouissait encore lors de la convocation des états généraux.
Le site a été partiellement fouillé au début des années 1980, mais son aménagement actuel rend inenvisageable une reprise de la fouille.
Chapelle castrale
La chapelle castrale Saint-Barthélémy des XIIe et XVe siècles, mentionnée dès 1236, est érigée comme église paroissiale et reconstruite en 1289, ainsi que l'apprend l'inscription suivante, gravée sur le tympan de sa porte d'entrée : « † ANNO : DNI : M° : CC°, OCTOG : NONO : EVIT : FV DATA : HEC : ECCLESIA : PER : DNM HVMBERTVM : DNM MONTISLVPPLI : ET : P : DNAM : ALAYSIAM : DE TVRRE : EIVS : VXOREM : IN : HONORE : BI : BARTHOLOMEI : APLI ».

## Description
Le site comprend trois parties distinctes, assimilables a priori aux trois éléments indiqués dans la documentation écrite vieux château — partie résidentielle (corps de logis constitué de diverses parties distinctes : aula, camera, cellier garde-robe, loge, cuisine et tour) — château neuf et église.
Dans l'angle nord-est, le cadastre napoléonien indique la présence d'un ensemble carré, dont au moins deux angles (nord-ouest et sud-est) sont occupés par des tours. Les vestiges d'un grand bâtiment et de deux tours sont toujours visibles à cet emplacement, qui a fait l'objet d'une fouille de sauvetage en 1980.
Une première enceinte pourrait englober les trois éléments cités précédemment, puis une seconde qui sépare la partie résidentielle et fonctionnelle du château des bâtiments annexes. Ces deux enceintes étant équipées de plusieurs barbacanes.
Un inventaire dressé en 1422 cite la présence d'une grande tour, celle d'Ecorchat, et d'une petite tour ronde dite de la Pugnerie.

## Utilisation contemporaine
Les quelques ruines subsistantes sont utilisées aujourd'hui comme théâtre de verdure et constitue notamment l'un des lieux de représentations utilisés par le festival « Contes en Côtière ».

## Siège d'une châtellenie

### Organisation
Le château de Montluel est le centre d'une châtellenie, dit aussi mandement. Entre 1304 et 1355, cette châtellenie, située en Bresse, passe entre les mains de trois suzerains différents : sire de Beaujeu, Dauphin et comte de Savoie. Le premier compte de châtellenie dont nous disposons a été rédigé en 1356.

### Châtelains
Le châtelain est un « [officier], nommé pour une durée définie, révocable et amovible »,. Il est chargé de la gestion de la châtellenie ou mandement, il perçoit également les revenus fiscaux du domaine, et il s'occupe également de l'entretien du château.
Les châtelains de Montluel, au cours de la période des XIVe et XVe siècles, sont :
- 1355-1356 : Jean de Saint-Amour ; lieutenant Jean Alnier
- 1356-1361 : Pierre de Crangiat
- 1361-1362 : Aymon de Rougemont
- 1362-1371 : Jonard Provana
- 1371-1373 : Pierre d'Estrées  ; lieutenant Jean Chambre (1371-1372)
- 1373-1378 : Jean de Crangiat ; lieutenant Jean Coti (1377-1378)
- 1416-1417 : Antoine de Crangiat ; lieutenants Jean Bergoignon (1416-1417) et Bartholomée Vaillant (1417)
- 1417-1422 : Louis de la Ravoire ; lieutenant Bartholomée Vaillant (1418-1419), Jean Jullian (1421-1422)
- 1422-1424 : Humbert de Seyssel
- 1426-1427 : François d'Annecy
- 1427-1429 : Claude Oriol ; lieutenant François d'Annecy (1427)
- 1430-1436 : Louis François ; lieutenants Antoine Gaucellan (1430-1431) et Guillaume Thiaud (1435-1436)
- 1437-1438 : Lancelot de Luyrieux ; lieutenant Antoine Cavalier (1438)